# Franciszek Wilczyński
Franciszek Wilczyński (ur. 23 sierpnia 1842 w Łazach, zm. 23 maja 1865 w Sokołowie Podlaskim) – polski adiutant ks. Stanisława Brzóski w powstaniu styczniowym. 
Syn kowala z Łazów, Józefa Wilczyńskiego i Marianny z Borkowskich. W chwili wybuchu powstania mieszkał w Łukowie. Jako 20-latek zagrożony był branką, co prawdopodobnie skłoniło go do przystąpienia do powstańców. W zimie 1863/1864 został adiutantem ks. Brzóski w randze porucznika. 
Wraz z Brzóską został schwytany przez Rosjan w Sypytkach 29 kwietnia 1865. Następnie obaj zostali skazani na śmierć i 23 maja 1865 powieszeni.
Jego imieniem w 2017 nazwane zostało rondo w Łazach. Jedna z ulic w Sokołowie Podlaskim i Łukowie również nosi jego imię.